# Astronium gardneri
Astronium gardneri är en sumakväxtart som beskrevs av Mattick. Astronium gardneri ingår i släktet Astronium och familjen sumakväxter. Inga underarter finns listade i Catalogue of Life.